# Ciudad Real TeVe
Ciudad Real TeVe es una televisión local de Ciudad Real, propiedad del grupo multimedia Radio, Prensa y Televisión S.A., que gestiona también la emisora de Punto Radio en Ciudad Real. También se puede sintonizar en las principales ciudades de Castilla-La Mancha con el nombre de TVCM.
Ha obtenido numerosas licencias de TDT local en Castilla-La Mancha y una de las cuatro licencias autonómicas del concurso de la TDT regional.
Punto Radio Ciudad Real en marzo de 2013 pasó a ser Cope, desvinculándose de Ciudad Real TeVe.
En 2013 Ciudad Real TeVe desapareció y pasó a ser La regional de C-LM

## Programación
Ciudad Real TeVe emite una programación generalista basada en la oferta televisiva de Municipal TV. Por la noche y al mediodía la programación se centra principalmente en la actualidad local.
- Datos: Q5770697